# Ioan Miclea
Ioan Miclea (n. 1902, Racova, Satu Mare – d. 2 octombrie 1982, Blaj) a fost un filozof român.

## Viața
După studii de teologie și filosofie, a susținut în perioada interbelică teza de licență intitulată Coordonatele culturii medievale în fața profesorului Lucian Blaga.
Până în anul 1948 a fost profesor de filozofie la Liceul „Sfântul Vasile cel Mare” din Blaj. După desființarea liceului și interzicerea Bisericii Române Unite a fost arestat. După eliberarea din închisoare nu i s-a permis să lucreze decât ca muncitor necalificat.

## Aprecieri
Jacques Maritain, cu care s-a aflat în corespondență, l-a denumit drept „cel mai mare gânditor român” al perioadei sale.

## Înmormântarea
Slujba înmormântării a fost oficiată de episcopul Alexandru Todea pe 4 octombrie 1984 la Blaj. Ceremonia a fost tolerată de colonelul de Securitate Tiberiu Bățagă, responsabil cu urmărirea episcopului Todea. Înmormântarea profesorului Miclea a constituit un moment de cotitură în percepția publică, Securitatea acreditând ideea că statul comunist ar permite asistența spirituală a credincioșilor români uniți care solicită acest lucru.

## Scrieri
- Jacques Maritain (1939),
- Tangențe românești la filosofia creștină (1940),
- Principii de pedagogie creștină (1942),
- Filosofiile și filosofia creștină (1943),
- Oare așa s-a gîndit Hristos sau Evangheliile din Evanghelie (1943),
- Realismul în filosofia românească (1944).